# Чёрная (верхний приток Моломы)
Эта статья о верхнем притоке Моломы. Статья о нижнем притоке Моломы с тем же именем находится здесь

Чёрная — река в России, протекает в Мурашинском и Даровском районах Кировской области. Устье реки находится в 159 км по левому берегу реки Молома. Длина реки составляет 34 км, площадь бассейна — 230 км². В 11 км от устья принимает по правому берегу реку Северник.
Исток реки в 38 км к юго-западу от посёлка Мураши. Направление течения — юг и юго-запад. Все течение реки проходит по лесному массиву, притоки — Чёрная 1-я, Чёрная 2-я, Чёрная 3-я (левые); Северник, Медведная (правые). Единственный населённый пункт на реке — посёлок Чернорецкий (Лузянское сельское поселение), расположенный в 1,5 км выше устья.

## Данные водного реестра
По данным государственного водного реестра России относится к Камскому бассейновому округу, водохозяйственный участок реки — Вятка от города Киров до города Котельнич, речной подбассейн реки — Вятка. Речной бассейн реки — Кама.
По данным геоинформационной системы водохозяйственного районирования территории РФ, подготовленной Федеральным агентством водных ресурсов:
- Код водного объекта в государственном водном реестре — 10010300312111100035652
- Код по гидрологической изученности (ГИ) — 111103565
- Код бассейна — 10.01.03.003
- Номер тома по ГИ — 11
- Выпуск по ГИ — 1